# NGC 1016
NGC 1016 is een elliptisch sterrenstelsel in het sterrenbeeld Walvis. Het hemelobject werd op 15 januari 1865 ontdekt door de Duitse astronoom Albert Marth.

## Synoniemen
- PGC 9997
- UGC 2128
- MCG 0-7-67
- ZWG 388.76